# La Paz, Agusan del Sur
La Paz là đô thị loại 1 ở tỉnh Agusan del Sur, Philippines. Theo điều tra dân số năm 2015, đô thị này có dân số 28.217 người trong.

## Các khu phố (barangay)
La Paz được chia thành 15 khu phố (barangay).
- Bataan
- Comota
- Halapitan
- Langasian
- Osmeña, Sr.
- Poblacion
- Sagunto
- Villa Paz
- Angeles
- Kasapa II
- Lydia
- Panagangan
- Sabang Adgawan
- San Patricio
- Valentina